# Charles Bennett (Schauspieler)
Charles J. Bennett (* 11. März 1889 in Dunedin; † 15. Februar 1943 in Hollywood, Kalifornien) war ein neuseeländischer Komiker und Schauspieler.

## Leben und Karriere
Charles Bennett begann seine Schauspielkarriere als Komiker in Vaudeville-Stücken. Ab 1912 war der gebürtige Neuseeländer regelmäßig im Filmgeschäft tätig, wobei er vor allem in stummen Kurzfilm-Komödien auftrat. Bekanntheit erlangte er durch seine Auftritte bei den Keystone Studios, wo er unter anderem an der Seite von Charlie Chaplin, Mabel Normand und Marie Dressler auftrat. So spielte er einen reichen Onkel in Mack Sennetts Film Tillies gestörte Romanze (1914), der ersten abendfüllenden amerikanischen Komödie. Später war er unter anderem in George Marshalls Filmserial The Adventures of Ruth (1919) sowie als William Pitt in D. W. Griffiths Historienromanze America (1924) zu sehen.
Nach einer längeren Abwesenheit zum Film, in der er unter anderem im Broadway-Erfolgskomödie Of Thee I Sing (1931–1933) auftrat, kehrte Bennett Mitte der 1930er-Jahre nach Hollywood zurück, fand dort aber nur noch kleinere Nebenrollen. Nennenswert war allerdings sein Auftritt in Citizen Kane (1941), wo er als Entertainer auf einer Zeitungsparty gemeinsam mit zahlreichen Showgirls das Lied Oh, Mr. Kane! vorträgt. Seinen letzten von insgesamt über 130 Filmauftritten hatte er in seinem Todesjahr in der Abbott-und-Costello-Komödie It Ain’t Hay. Bennett war zunächst mit der Schauspielkollegin Boots Mallory verheiratet, später bis zu seinem Tod mit Dorothy Eileen Bennett. Er hatte einen Sohn. Charles Bennett starb im Februar 1943 im Alter von nur 53 Jahren.

## Filmografie (Auswahl)
- 1912: How States Are Made
- 1913: The Courage of the Commonplace
- 1914: Tillies gestörte Romanze (Tillie’s Punctured Romance)
- 1914: The Face on the Barroom Floor
- 1914: Mabel’s Blunder
- 1914: Recreation
- 1914: Mabel’s Busy Day
- 1914: Dough and Dynamite
- 1914: The Property Man
- 1917: Teddy at the Throttle
- 1919: The Adventures of Ruth
- 1924: America
- 1933: Narcotic
- 1934: Die Schatzinsel (Treasure Island)
- 1935: Wo die Liebe hinfällt (I Live My Life)
- 1936: Zum Tanzen geboren (Born to Dance)
- 1936: Signale nach London (Lloyd’s of London)
- 1937: Ein Fräulein in Nöten (A Damsel in Distress)
- 1937: The Road Back
- 1938: Robin Hood, König der Vagabunden (The Adventures of Robin Hood)
- 1938: Mr. Moto und der Kronleuchter (Mysterious Mr. Moto)
- 1939: Aufstand in Sidi Hakim (Gunga Din)
- 1939: The Light That Failed
- 1941: Menschenjagd (Man Hunt)
- 1941: Citizen Kane
- 1941: A Yank in the R.A.F.
- 1942: Mrs. Miniver
- 1943: It Ain’t Hay